# Liste der Orte im Landkreis Erding
Die Liste der Orte im Landkreis Erding listet die 1029 amtlich benannten Gemeindeteile (Hauptorte, Kirchdörfer, Pfarrdörfer, Dörfer, Weiler und Einöden) im Landkreis Erding auf.

## Systematische Liste
Alphabet der Städte und Gemeinden mit den zugehörigen Orten.
- Berglern mit 4 Gemeindeteilen:
  - Pfarrdorf Berglern
  - Kirchdorf Niederlern
  - Dörfer Glaslern und Mitterlern

- Bockhorn mit 49 Gemeindeteilen:
  - Pfarrdorf Bockhorn
  - Kirchdörfer Grünbach, Hecken, Kirchasch, Papferding und Salmannskirchen
  - Dörfer Breitasch, Emling, Englpolding, Maierklopfen, Mauggen, Oberstrogn, Polzing, Riedersheim und Unterstrogn
  - Weiler Aurlfing, Bergarn, Eschlbach, Flanning, Gugging, Haselbach, Hörgersberg, Kinzlbach, Kölling, Neukirchen, Neumauggen, Schwarzhölzl, Tankham, Thal, Übermiething und Windham
  - Gut Obermailling
  - Einöden Bernau, Deimling, Ferteln, Graß, Hammerthal, Heiderl, Hubberg, Hundshof, Köhl, Kreut, Kreuthäusl, Loh, Oppolding, Reisach, Schwabelsöd, Untermailling und Wiesthof

- Buch a.Buchrain mit 15 Gemeindeteilen:
  - Pfarrdorf Buch a.Buchrain
  - Dörfer Mitterbuch und Oberbuch
  - Weiler Haidberg, Hammersdorf, Hausmehring, Herweg, Kaltenbach, Loiperding und Oberndorf
  - Gut Tannenhof
  - Einöden Fang, Ödenbach, Pitz und Sinsöd

- Stadt Dorfen mit 203 Gemeindeteilen:
  - Hauptort Dorfen
  - Pfarrdörfer Grüntegernbach, Oberdorfen und Schwindkirchen
  - Kirchdörfer Englschalling, Esterndorf, Hampersdorf, Kloster Moosen, Landersdorf, Wasentegernbach, Watzling und Zeilhofen
  - Dörfer Eibach, Gmain, Großkatzbach, Holz, Kalling, Loh, Norlaching, Oberhausmehring, Unterstollnkirchen, Urtlfing und Wölling
  - Weiler mit Kirche Jaibing, Jakobrettenbach und Kirchstetten
  - Weiler Aichmühle, Anning, Anzing, Bachmaiertal, Berg, Bergham, Breitenloh, Dorfen, Dürneibach, Eck bei Dorfen, Eglafing, Elsenbach, Embach, Eppenhöning, Fanten, Fuchsbichl, Furt, Galgenberg, Geierseck, Granting, Graß, Grün, Grünbach, Haidvocking, Hanterstett, Harbach, Haus, Herrnöd, Hienering, Hub bei Watzling, Hundsmüthing, Kaidach, Kirnham, Kleinkatzbach, Kraham, Lappach b.Dorfen, Lindum, Loiperstätt, Loipfering, Mehlmühle, Mitterschiltern, Neuharting, Niederham, Obergebensbach, Oberlohe, Oberschiltern, Oberstollnkirchen, Orlfing, Oswaldberg, Parschalling, Parschenberg, Pausenberg, Pfaffing bei Algasing, Pfaffing bei Watzling, Polding, Prenning, Puch, Rinning, Rogglfing, Solling, Stetten, Straß, Tiefenbach, Untergebensbach, Unterhausmehring, Unterschiltern, Unterseebach, Vocking, Voldering, Wampeltsham, Weckerling und Zettl
  - Einöde mit Kirche Staffing
  - Kloster Algasing
  - Einöden Adlstraß, Aich, Altweg, Angerhäusl, Bachzelten, Bernöd, Bichl, Birkenhof, Bonesmühle, Brandlhub, Brandstätt, Brodshub, Brunau, Eck bei Hinterberg, Erb, Fischeröd, Forach, Geiersberg, Haagmaier, Haid, Haidach, Hain, Haslwart, Hinterberg, Hinteröd, Hochstraß, Höhenberg, Holzmann, Holzmichl, Homating, Hub bei Grüntegernbach, Hub bei Schwindkirchen, Kalteneck, Kalternbach, Klachlhub, Knotzenberg, Kronsöd, Krottenthal, Kummereck, Längthal, Lerchenhub, Litzlbach, Mainbach, Mannseich, Mirdelsberg, Moos, Mösl, Nelharting, Neudeck, Nicking, Nicklhub, Niederhöning, Obergern, Oberkorb, Oberseebach, Oberzeil, Öd, Osendorf, Osterloh, Pemberg, Pöllsmoos, Pürstling, Rosenöd, Rumberg, Rutzmoos, Sankt Colomann, Scheideck, Schergenhub, Schirmading, Schmalhub, Schmiedham, Schrallham, Seemühle, Sinsöd, Sprinzenöd, Statt, Steinberg, Taggrub, Tappberg, Taubenthal, Thal b.Grünbach, Thal b.Nehaid, Thal bei Schiltern, Untergern, Unterkorb, Unterreith, Unterzeil, Vilsöd, Waxeneck, Weg, Wegmaier, Weidmühle, Westholz, Wies bei Grüntegernbach, Wies bei Schiltern, Wildenthal, Wilnham, Wimm, Winkl, Wohlsag, Wöhrmühle, Wolfeck, Zieglhaus und Zieglhub

- Eitting mit 5 Gemeindeteilen:
  - Pfarrdorf Eitting
  - Kirchdörfer Eittingermoos, Gaden und Reisen
  - Gut Grünschwaige

- Große Kreisstadt Erding mit 25 Gemeindeteilen:
  - Hauptort Erding
  - Pfarrdörfer Altenerding, Klettham und Langengeisling
  - Kirchdörfer Altham, Eichenkofen, Indorf, Itzling, Pretzen und Sankt Paul
  - Dörfer Ammersdorf, Aufhausen, Bergham, Kehr und Siglfing
  - Weiler Graß, Neuhausen, Singlding und Werndlfing
  - Einöden Kiefing, Schollbach, Straß, Voggenöd und Ziegelstatt
  - Kloster Hl. Blut

- Finsing mit 7 Gemeindeteilen:
  - Kirchdörfer Eicherloh und Finsing
  - Dörfer Brennermühle, Hinteres Finsingermoos, Neufinsing und Vorderes Finsingermoos
  - Weiler Finsingerau

- Forstern mit 18 Gemeindeteilen:
  - Pfarrdorf Forstern
  - Kirchdörfer Preisendorf und Tading
  - Dorf Karlsdorf
  - Weiler Brand, Hartbrunn, Kipfing, Kreiling, Neuharting, Siggenberg, Straßham und Wetting
  - Einöden Amplötz, Bocköd, Hub, Oberstaudham, Pullach und Unterstaudham

- Fraunberg mit 42 Gemeindeteilen:
  - Pfarrdörfer Fraunberg, Maria Thalheim, Rappoltskirchen, Reichenkirchen und Riding
  - Kirchdörfer Grafing, Grucking und Lohkirchen
  - Dörfer Bachham, Bergham, Großhündlbach, Harham, Helling, Kemoding, Kleinthalheim, Pillkofen, Tittenkofen, Unterbierbach und Vorderbaumberg
  - Weiler mit Kirche Oberbierbach
  - Weiler Angelsbruck, Eck, Edersberg, Endham, Forach, Furthmühle, Gigling, Großstürzlham, Hinterbaumberg, Kleinhündlbach und Sandberg
  - Einöden Felben, Frankendorf, Grub, Grün, Hainthal, Hatting, Holz, Kleinstürzlham, Loodermoos, Singlding und Urtl

- Hohenpolding mit 57 Gemeindeteilen:
  - Pfarrdorf Hohenpolding
  - Kirchdorf Sulding
  - Dörfer Dickarting, Erdmannsdorf, Großstockach, Harting, Loiting, Penning und Starzell
  - Weiler mit Kirche Amelgering
  - Weiler Buchöd, Diemating, Helding, Klesham, Krumbach, Ramperting, Reinting, Reitgarten, Sinzing, Voglstädt und Wimm
  - Einöden Berghof, Brandstätt, Bürg, Eben, Fuchsöd, Großaign, Gurnhub, Harland, Hilg, Hof, Hofstätt, Holzmann, Holzner, Hut, Karbaum, Kleinaign, Kleinstadl, Maierhof, Marxgrub, Penk, Pfauhub, Pilstl, Quick, Rechlfing, Reit, Resenöd, Schachten, Schachtner, Schwarzenberg, Steckenbühl, Teufelsöd, Umkehr, Waltersberg, Wastlöd, Wimmberg und Zeil

- Inning a.Holz mit 13 Gemeindeteilen:
  - Pfarrdorf Inning a.Holz
  - Kirchdörfer Großwimpasing und Ottering
  - Dörfer Hain, Heldering, Kleinwimpasing und Sonnendorf
  - Weiler Adlberg, Gosmehring, Hienraching und Reimering
  - Einöden Hofstätt und Riffenthal

- Markt Isen mit 78 Gemeindeteilen:
  - Hauptort Isen
  - Pfarrdorf Pemmering
  - Kirchdörfer Burgrain, Mittbach und Schnaupping
  - Dörfer Berging, Daxau, Lichtenweg, Loipfing, Mais, Rosenberg, Strich und Westach
  - Weiler mit Kirche Weiher
  - Weiler Aich, Angersbach, Aschberg, Bachleiten, Buchschachen, Eck, Eschbaum, Fahrnbach, Fleck, Gaisberg, Ganzenöd, Giesering, Gmain, Hofreit, Höselsthal, Hub, Hube, Kemating, Kuglstadt, Linden, Loiperstett, Öd, Ranischberg, Reit, Scheideck, Schrott, Stocka, Thonbach, Urtlmühle, Willmating und Zieglstadl
  - Einöden Altweg, Ambach, Feichten, Fickelmühle, Flecksberg, Gallersberg, Gänsbach, Giglberg, Göttner, Hof, Kapfing, Kay, Kitzöd, Kopfsöd, Kothlehen, Kuglmühle, Lohe, Moos, Niederöd, Rabeneck, Söcking, Sollach, Staudigl, Steidelstetten, Steingassen, Steinla, Steinsberg, Steinspoint, Stetten, Straß, Voglwohl, Wildenmoos und Zellershub

- Kirchberg mit 24 Gemeindeteilen:
  - Pfarrdörfer Burgharting und Schröding
  - Kirchdorf Kirchberg
  - Dörfer Arndorf, Baustarring und Hammerlbach
  - Weiler Froschbach, Halberstätt, Hölding, Inholzen, Irlach, Itzling, Schelchenvils, Schleibing, Sinnering, Stockach, Thal und Ziegelberg
  - Einöden Adlkirchen, Aschbach, Giglberg, Lehenanger, Neulehen und Perzau

- Langenpreising mit 16 Gemeindeteilen:
  - Pfarrdorf Langenpreising
  - Kirchdörfer Hinterholzhausen und Zustorf
  - Dorf Pottenau
  - Weiler Rosenau, Vorderholzhausen und Weipersdorf
  - Einöden Appolding, Deutlmoos, Hof, Myrth, Schachtmühle, Scheideck, Seidl, Steingrub und Wehrbach

- Lengdorf mit 56 Gemeindeteilen:
  - Pfarrdorf Lengdorf
  - Kirchdörfer Außerbittlbach, Innerbittlbach, Niedergeislbach, Obergeislbach und Thann
  - Dörfer Brandlengdorf, Furtarn, Kopfsburg und Liedling
  - Weiler Badberg, Biberg, Bruck, Daigelspoint, Göttenbach, Graben, Harnisch, Höhenberg, Holz, Hönning, Krinning, Kühberg, Matzbach, Mehnbach, Penzing, Schaftlding, Schröding, Sollach und Wimpasing
  - Einöden Au, Gmaind, Graß, Grub, Hauzenöd, Holnburg, Holzen, Hundsöd, Kohlwies, Lacken, Langprenning, Linding, Mairhof, Mitteröd, Nodering, Nußrain, Obernumberg, Oberöd, Reithal, Schlairdorf, Seeon, Unternumberg, Waidach, Weg, Weinhackl und Wenshof
  - Gut Schachtenseeon

- Moosinning mit 11 Gemeindeteilen:
  - Pfarrdörfer Eichenried und Moosinning
  - Kirchdorf Kempfing
  - Dörfer Eching und Zengermoos
  - Weiler Riexing, Schnabelmoos und Stammham und die Einöden Burgholz, Eder a.Holz und Sollnberg

- Neuching mit 7 Gemeindeteilen:
  - Pfarrdorf Oberneuching
  - Kirchdorf Niederneuching
  - Dörfer Lüß und Oberneuchingermoos
  - Weiler Harlachen, Holzhausen und Lausbach

- Oberding mit 9 Gemeindeteilen:
  - Pfarrdörfer Aufkirchen, Niederding und Schwaig
  - Kirchdörfer Notzing und Oberding
  - Dörfer Notzingermoos, Oberdingermoos und Schwaigermoos
  - München-Flughafen

- Ottenhofen mit 10 Gemeindeteilen:
  - Pfarrdorf Ottenhofen
  - Kirchdörfer Siggenhofen und Unterschwillach
  - Dorf Herdweg
  - Weiler Grashausen, Grund, Lieberharting und Wimpasing
  - Einöden Steiler und Stocker

- Pastetten mit 15 Gemeindeteilen:
  - Pfarrdorf Pastetten
  - Kirchdörfer Harthofen, Poigenberg und Reithofen
  - Dorf Zeilern
  - Weiler Dürnberg, Erlbach, Moosstetten, Oberschwillach und Ötz
  - Einöden Birkeln, Harrain und Katterloh
  - Anstalt Fendsbach
  - Wallfahrtskirche (-kapelle) Taing

- Sankt Wolfgang mit 150 Gemeindeteilen:
  - Pfarrdörfer Sankt Wolfgang und Schönbrunn
  - Kirchdörfer Armstorf, Großschwindau, Lappach und Pyramoos
  - Dorf Kleinschwindau
  - Weiler Arbasstätt, Burdberg, Eiermühle, Frühmannstett, Gänsberg, Gassen, Gumpenstätt, Herrnberg, Holzen, Hub, Jeßling, Kalkgrub, Klaus, Königswinkl, Mammersreit, Mühlberg, Notzing, Oed, Pürstling a.Parstling, Reit, Saxenberg, Schedenberg, Schmidberg, Schönfleck, Semmelhub, Spirkersberg, Steinbach, Stockham, Straßberg, Thal und Unterthalham
  - Einöden Aign, Alten, Angerl, Anzenberg, Aschau, Baier, Baumgarten, Bennoberg, Bergham, Berndorf, Bichl, Birnbach, Bramer, Brandstett, Braun, Brenner, Dangl, Deischl am Thon, Deyern, Eberhart, Edenklaus, Eichholz, Eisenberg, Endgassen, Erlach, Erlbach, Freiling, Freundl, Friedenheim, Fürth, Geigersöd, Geltenstett, Giglberg, Grabenstätt, Grub, Grünbach, Grundbichl, Haberstätt, Hackl, Hadersberg, Haman, Hammer a.Berg, Hankl, Haubenstett, Hauderstett, Herrnwies, Hiedl, Hilgen, Hilgen a.Weg, Hochreit, Hodersberg, Hohmannsberg, Hohmannstett, Holz, Holz a.Berg, Holznachbarn, Holzweg, Hundsruck, Hungersberg, Hütter, Irlmaier, Irlwirth, Kaltenbrunn, Kiener, Kirchstätt, Kistlmühle, Kohlmühle, Kothholz, Krähmühle, Lehen, Lehner, Leitmannstätt, Lex, Loh, Mayerhof, Mithilgen, Neuwies, Oberthalham, Pumpernudel, Pürstling, Rabeneck, Reisern, Reitermann, Reschenberg, Rindbach, Rudorfer, Sägmühle, Schachen, Schachner, Schloifer, Schloßöd, Schnurren, Seebäck, Singer, Sollach, Stadler, Stangl, Streichermühle, Strell, Thalham, Ulrich, Weiding, Weinhub, Weinthal, Weizenbach, Wernhardsberg, Wies, Wohlmannstätt, Zeilhub, Zieglhäusl, Zulehen und Zwickl

- Steinkirchen mit 26 Gemeindeteilen:
  - Pfarrdorf Steinkirchen
  - Kirchdörfer Hofstarring, Kögning und Niederstraubing
  - Dörfer Eldering, Grabing, Hienraching und Oberstraubing
  - Weiler Am Holz, Am See, Kienraching, Krottenthal, Pfaffing, Pirka und Sillading
  - Einöden Baumgarten, Brenning, Deuting, Ebering, Giglhub, Grahbruck, Hainberg, Lindgraß, Nödlreuth, Oed und Riemading
- Taufkirchen (Vils) mit 147 Gemeindeteilen:
  - Pfarrdörfer Gebensbach, Hörgersdorf, Moosen (Vils), Taufkirchen (Vils), Unterhofkirchen und Wambach
  - Kirchdörfer Angerskirchen, Geislbach, Jettenstetten und Kienraching
  - Dörfer Aham, Atting, Flaring, Granting, Hilpolding, Hubenstein, Moos, Permering, Schnaupping, Solching, Straß, Wetzling und Winkl
  - Weiler Aich, Babing, Bach, Bartlmühle, Birka, Birken, Breitenweiher, Emling, Englschulding, Frauenvils, Geiering, Geratsberg, Glockshub, Großköchlham, Großschaffhausen, Gröttelsberg, Hainöd, Hepfenau, Hiendlhub, Hochöd, Holzhäusl, Holzheu, Johannrettenbach, Kirchlern, Kleinköchlham, Kleinschaffhausen, Kleinstockach, Kronsöd, Krottenthal, Oberhofkirchen, Osen, Ratzing, Roßmais, Rottberg, Schnappberg, Schrafstetten, Schweinhub, Tegernbach, Vieth, Vötting, Weg, Wicheling, Zeil und Zeilding
  - Einöden Abholz, Achatsberg, Altbach, Altmannstädt, Bachreit, Baum, Baureis, Blainöd, Blainthal, Bogenstorf, Brandhub, Brandstätt, Brügelsöd, Eitelsberg, Elsenberg, Fenkenöd, Forach, Fraunberg, Fürstbach, Gänsöd, Grub, Grund, Haidstetten, Hauseck, Hauslehen, Hienfurth, Hinterwimm, Höch, Höck, Hof, Hofstätt, Holreis, Holzlehen, Holzmann, Holzmann hinterm Holz, Hudlberg, Hungerau, Kalmhub, Kalmhuber, Kammerlehen, Köglreit, Kronberg, Lain, Laushub, Lederstätt, Lehen, Maierhof, Maiselsberg, Mögling, Moosknappen, Mühlberg, Mühlhof, Neuhub, Numberg, Oberriesbach, Oberwambach, Öd am Holz, Pfaffing, Polzham, Reckenbach, Reichennehaid, Reichvils, Schabel am Moos, Schnircklaich, Schönau, Seilstorf, Seisenberg, Siebmühle, Stadl, Staudhausen, Stiglgrub, Überkam, Unterriesbach, Uttenberg, Valtlstraß, Wanding, Waxenberg, Weinberg, Wies und Zieglhub

- Walpertskirchen mit 22 Gemeindeteilen:
  - Pfarrdorf Walpertskirchen
  - Dörfer Hallnberg, Hof a.Hammer, Kolbing und Neufahrn
  - Weiler Au bei Walpertskirchen, Blumthal, Deuting, Graß a.Holz, Kapfing, Niederhof, Oberhof und Ringelsdorf
  - die Einöden Graß beim Bartl, Holzstrogn, Kuglern, Operding, Radlding, Schwabersberg, Urtl, Wattendorf und Windshub

- Markt Wartenberg mit 5 Gemeindeteilen:
  - Hauptort Wartenberg
  - Kirchdörfer Auerbach und Pesenlern
  - Dörfer Manhartsdorf und Thenn

- Wörth mit 15 Gemeindeteilen:
  - Pfarrdorf Wörth
  - Kirchdörfer Hörlkofen, Kirchötting, Sonnendorf und Wifling
  - Dörfer Breitötting, Hofsingelding, Niederwörth und Teufstetten
  - Siedlung Sankt Kolomann
  - Weiler Berg
  - Einöden Lupperg, Maiszagl, Rottmann und Wolfswinkel

## Alphabetische Liste
In Fettschrift erscheinen die Orte, die namengebend für die Gemeinde sind.

### A
- Abholz zu Taufkirchen (Vils)
- Achatsberg zu Taufkirchen (Vils)
- Adlberg zu Inning a.Holz
- Adlkirchen zu Kirchberg
- Adlstraß zu Dorfen
- Aham zu Taufkirchen (Vils)
- Aich zu Dorfen
- Aich zu Isen
- Aich zu Taufkirchen (Vils)
- Aichmühle zu Dorfen
- Aign zu Sankt Wolfgang
- Algasing zu Dorfen
- Altbach zu Taufkirchen (Vils)
- Alten zu Sankt Wolfgang
- Altenerding zu Erding
- Altham zu Erding
- Altmannstädt zu Taufkirchen (Vils)
- Altweg zu Dorfen
- Altweg zu Isen
- Am Holz zu Steinkirchen
- Am See zu Steinkirchen
- Ambach zu Isen
- Amelgering zu Hohenpolding
- Ammersdorf zu Erding
- Amplötz zu Forstern
- Angelsbruck zu Fraunberg
- Angerhäusl zu Dorfen
- Angerl zu Sankt Wolfgang
- Angersbach zu Isen
- Angerskirchen zu Taufkirchen (Vils)
- Anning zu Dorfen
- Anzenberg zu Sankt Wolfgang
- Anzing zu Dorfen
- Appolding zu Langenpreising
- Arbasstätt zu Sankt Wolfgang
- Armstorf zu Sankt Wolfgang
- Arndorf zu Kirchberg
- Aschau zu Sankt Wolfgang
- Aschbach zu Kirchberg
- Aschberg zu Isen
- Atting zu Taufkirchen (Vils)
- Au zu Lengdorf
- Au bei Walpertskirchen zu Walpertskirchen
- Auerbach zu Wartenberg
- Aufhausen zu Erding
- Aufkirchen zu Oberding
- Aurlfing zu Bockhorn
- Außerbittlbach zu Lengdorf

↑ Zurück zum Inhaltsverzeichnis

### B
- Babing zu Taufkirchen (Vils)
- Bach zu Taufkirchen (Vils)
- Bachham zu Fraunberg
- Bachleiten zu Isen
- Bachmaiertal zu Dorfen
- Bachreit zu Taufkirchen (Vils)
- Bachzelten zu Dorfen
- Badberg zu Lengdorf
- Baier zu Sankt Wolfgang
- Bartlmühle zu Taufkirchen (Vils)
- Baum zu Taufkirchen (Vils)
- Baumgarten zu Sankt Wolfgang
- Baumgarten zu Steinkirchen
- Baureis zu Taufkirchen (Vils)
- Baustarring zu Kirchberg
- Bennoberg zu Sankt Wolfgang
- Berg zu Dorfen
- Berg zu Wörth
- Bergarn zu Bockhorn
- Bergham zu Dorfen
- Bergham zu Erding
- Bergham zu Fraunberg
- Bergham zu Sankt Wolfgang
- Berghof zu Hohenpolding
- Berging zu Isen
- Berglern
- Bernau zu Bockhorn
- Berndorf zu Sankt Wolfgang
- Bernöd zu Dorfen
- Biberg zu Lengdorf
- Bichl zu Dorfen
- Bichl zu Sankt Wolfgang
- Birka zu Taufkirchen (Vils)
- Birkeln zu Pastetten
- Birken zu Taufkirchen (Vils)
- Birkenhof zu Dorfen
- Birnbach zu Sankt Wolfgang
- Blainöd zu Taufkirchen (Vils)
- Blainthal zu Taufkirchen (Vils)
- Blumthal zu Walpertskirchen
- Bockhorn
- Bocköd zu Forstern
- Bogenstorf zu Taufkirchen (Vils)
- Bonesmühle zu Dorfen
- Bramer zu Sankt Wolfgang
- Brand zu Forstern
- Brandhub zu Taufkirchen (Vils)
- Brandlengdorf zu Lengdorf
- Brandlhub zu Dorfen
- Brandstätt zu Dorfen
- Brandstätt zu Hohenpolding
- Brandstätt zu Taufkirchen (Vils)
- Brandstett zu Sankt Wolfgang
- Braun zu Sankt Wolfgang
- Breitasch zu Bockhorn
- Breitenloh zu Dorfen
- Breitenweiher zu Taufkirchen (Vils)
- Breitötting zu Wörth
- Brenner zu Sankt Wolfgang
- Brennermühle zu Finsing
- Brenning zu Steinkirchen
- Brodshub zu Dorfen
- Bruck zu Lengdorf
- Brügelsöd zu Taufkirchen (Vils)
- Brunau zu Dorfen
- Buch a.Buchrain
- Buchöd zu Hohenpolding
- Buchschachen zu Isen
- Burdberg zu Sankt Wolfgang
- Bürg zu Hohenpolding
- Burgharting zu Kirchberg
- Burgholz zu Moosinning
- Burgrain zu Isen

↑ Zurück zum Inhaltsverzeichnis

### D
- Daigelspoint zu Lengdorf
- Dangl zu Sankt Wolfgang
- Daxau zu Isen
- Deimling zu Bockhorn
- Deischl am Thon zu Sankt Wolfgang
- Deuting zu Steinkirchen
- Deuting zu Walpertskirchen
- Deutlmoos zu Langenpreising
- Deyern zu Sankt Wolfgang
- Dickarting zu Hohenpolding
- Diemating zu Hohenpolding
- Dorfen
- Dürnberg zu Pastetten
- Dürneibach zu Dorfen

↑ Zurück zum Inhaltsverzeichnis

### E
- Eben zu Hohenpolding
- Eberhart zu Sankt Wolfgang
- Ebering zu Steinkirchen
- Eching zu Moosinning
- Eck zu Fraunberg
- Eck zu Isen
- Eck bei Dorfen zu Dorfen
- Eck bei Hinterberg zu Dorfen
- Edenklaus zu Sankt Wolfgang
- Eder am Holz zu Moosinning
- Edersberg zu Fraunberg
- Eglafing zu Dorfen
- Eibach zu Dorfen
- Eichenkofen zu Erding
- Eichenried zu Moosinning
- Eicherloh zu Finsing
- Eichholz zu Sankt Wolfgang
- Eiermühle zu Sankt Wolfgang
- Eisenberg zu Sankt Wolfgang
- Eitelsberg zu Taufkirchen (Vils)
- Eitting
- Eittingermoos zu Eitting
- Eldering zu Steinkirchen
- Elsenbach zu Dorfen
- Elsenberg zu Taufkirchen (Vils)
- Embach zu Dorfen
- Emling zu Bockhorn
- Emling zu Taufkirchen (Vils)
- Endgassen zu Sankt Wolfgang
- Endham zu Fraunberg
- Englpolding zu Bockhorn
- Englschalling zu Dorfen
- Englschulding zu Taufkirchen (Vils)
- Eppenhöning zu Dorfen
- Erb zu Dorfen
- Erding
- Erdmannsdorf zu Hohenpolding
- Erlach zu Sankt Wolfgang
- Erlbach zu Pastetten
- Erlbach zu Sankt Wolfgang
- Eschbaum zu Isen
- Eschlbach zu Bockhorn
- Esterndorf zu Dorfen

↑ Zurück zum Inhaltsverzeichnis

### F
- Fahrnbach zu Isen
- Fang zu Buch a.Buchrain
- Fanten zu Dorfen
- Feichten zu Isen
- Felben zu Fraunberg
- Fendsbach zu Pastetten
- Fenkenöd zu Taufkirchen (Vils)
- Ferteln zu Bockhorn
- Fickelmühle zu Isen
- Finsing
- Finsingerau zu Finsing
- Fischeröd zu Dorfen
- Flanning zu Bockhorn
- Flaring zu Taufkirchen (Vils)
- Fleck zu Isen
- Flecksberg zu Isen
- Forach zu Dorfen
- Forach zu Fraunberg
- Forach zu Taufkirchen (Vils)
- Forstern
- Frankendorf zu Fraunberg
- Frauenvils zu Taufkirchen (Vils)
- Fraunberg
- Fraunberg zu Taufkirchen (Vils)
- Freiling zu Sankt Wolfgang
- Freundl zu Sankt Wolfgang
- Friedenheim zu Sankt Wolfgang
- Froschbach zu Kirchberg
- Frühmannstett zu Sankt Wolfgang
- Fuchsbichl zu Dorfen
- Fuchsöd zu Hohenpolding
- Fürstbach zu Taufkirchen (Vils)
- Furt zu Dorfen
- Furtarn zu Lengdorf
- Fürth zu Sankt Wolfgang
- Furthmühle zu Fraunberg

↑ Zurück zum Inhaltsverzeichnis

### G
- Gaden zu Eitting
- Gaisberg zu Isen
- Galgenberg zu Dorfen
- Gallersberg zu Isen
- Gänsbach zu Isen
- Gänsberg zu Sankt Wolfgang
- Gänsöd zu Taufkirchen (Vils)
- Ganzenöd zu Isen
- Gassen zu Sankt Wolfgang
- Gatterberg zu Sankt Wolfgang (Sammlung von Weilern und Einöden)
- Gebensbach zu Taufkirchen (Vils)
- Geiering zu Taufkirchen (Vils)
- Geiersberg zu Dorfen
- Geierseck zu Dorfen
- Geigersöd zu Sankt Wolfgang
- Geislbach zu Taufkirchen (Vils)
- Geltenstett zu Sankt Wolfgang
- Geratsberg zu Taufkirchen (Vils)
- Giesering zu Isen
- Giglberg zu Isen
- Giglberg zu Kirchberg
- Giglberg zu Sankt Wolfgang
- Giglhub zu Steinkirchen
- Gigling zu Fraunberg
- Glaslern zu Berglern
- Glockshub zu Taufkirchen (Vils)
- Gmain zu Dorfen
- Gmain zu Isen
- Gmaind zu Lengdorf
- Gosmehring zu Inning a.Holz
- Göttenbach zu Lengdorf
- Göttner zu Isen
- Graben zu Lengdorf
- Grabenstätt zu Sankt Wolfgang
- Grabing zu Steinkirchen
- Grafing zu Fraunberg
- Grahbruck zu Steinkirchen
- Granting zu Dorfen
- Granting zu Taufkirchen (Vils)
- Grashausen zu Ottenhofen
- Graß zu Bockhorn
- Graß zu Dorfen
- Graß zu Erding
- Graß zu Lengdorf
- Graß am Holz zu Walpertskirchen
- Graß beim Bartl zu Walpertskirchen
- Großaign zu Hohenpolding
- Großhündlbach zu Fraunberg
- Großkatzbach zu Dorfen
- Großköchlham zu Taufkirchen (Vils)
- Großschaffhausen zu Taufkirchen (Vils)
- Großschwindau zu Sankt Wolfgang
- Großstockach zu Hohenpolding
- Großstürzlham zu Fraunberg
- Großwimpasing zu Inning a.Holz
- Gröttelsberg zu Taufkirchen (Vils)
- Grub zu Fraunberg
- Grub zu Lengdorf
- Grub zu Sankt Wolfgang
- Grub zu Taufkirchen (Vils)
- Grucking zu Fraunberg
- Grün zu Dorfen
- Grün zu Fraunberg
- Grünbach zu Bockhorn
- Grünbach zu Dorfen
- Grünbach zu Sankt Wolfgang
- Grund zu Ottenhofen
- Grund zu Taufkirchen (Vils)
- Grundbichl zu Sankt Wolfgang
- Grünschwaige zu Eitting
- Grüntegernbach zu Dorfen
- Gugging zu Bockhorn
- Gumpenstätt zu Sankt Wolfgang
- Gurnhub zu Hohenpolding

↑ Zurück zum Inhaltsverzeichnis

### H
- Haagmaier zu Dorfen
- Haberstätt zu Sankt Wolfgang
- Hackl zu Sankt Wolfgang
- Hadersberg zu Sankt Wolfgang
- Haid zu Dorfen
- Haidach zu Dorfen
- Haidberg zu Buch a.Buchrain
- Haidstetten zu Taufkirchen (Vils)
- Haidvocking zu Dorfen
- Hain zu Dorfen
- Hain zu Inning a.Holz
- Hainberg zu Steinkirchen
- Hainöd zu Taufkirchen (Vils)
- Hainthal zu Fraunberg
- Halberstätt zu Kirchberg
- Hallnberg zu Walpertskirchen
- Haman zu Sankt Wolfgang
- Hammer am Berg zu Sankt Wolfgang
- Hammerlbach zu Kirchberg
- Hammersdorf zu Buch a.Buchrain
- Hammerthal zu Bockhorn
- Hampersdorf zu Dorfen
- Hankl zu Sankt Wolfgang
- Hanterstett zu Dorfen
- Harbach zu Dorfen
- Harham zu Fraunberg
- Harlachen zu Neuching
- Harland zu Hohenpolding
- Harnisch zu Lengdorf
- Harrain zu Pastetten
- Hartbrunn zu Forstern
- Harthofen zu Pastetten
- Harting zu Hohenpolding
- Haselbach zu Bockhorn
- Haslwart zu Dorfen
- Hatting zu Fraunberg
- Haubenstett zu Sankt Wolfgang
- Haubenstett zu Sankt Wolfgang
- Haus zu Dorfen
- Hauseck zu Taufkirchen (Vils)
- Hauslehen zu Taufkirchen (Vils)
- Hausmehring zu Buch a.Buchrain
- Hauzenöd zu Lengdorf
- Hecken zu Bockhorn
- Heiderl zu Bockhorn
- Heilig Blut zu Erding
- Heldering zu Inning a.Holz
- Helding zu Hohenpolding
- Helling zu Fraunberg
- Hepfenau zu Taufkirchen (Vils)
- Herdweg zu Ottenhofen
- Herrnberg zu Sankt Wolfgang
- Herrnöd zu Dorfen
- Herrnwies zu Sankt Wolfgang
- Herweg zu Buch a.Buchrain
- Hiedl zu Sankt Wolfgang
- Hiendlhub zu Taufkirchen (Vils)
- Hienering zu Dorfen
- Hienfurth zu Taufkirchen (Vils)
- Hienraching zu Inning a.Holz
- Hienraching zu Steinkirchen
- Hilg zu Hohenpolding
- Hilgen zu Sankt Wolfgang
- Hilgen am Weg zu Sankt Wolfgang
- Hilpolding zu Taufkirchen (Vils)
- Hinterbaumberg zu Fraunberg
- Hinterberg zu Dorfen
- Hinteres Finsingermoos zu Finsing
- Hinterholzhausen zu Langenpreising
- Hinteröd zu Dorfen
- Hinterwimm zu Taufkirchen (Vils)
- Höch zu Taufkirchen (Vils)
- Hochöd zu Taufkirchen (Vils)
- Hochreit zu Sankt Wolfgang
- Hochstraß zu Dorfen
- Höck zu Taufkirchen (Vils)
- Hodersberg zu Sankt Wolfgang
- Hof zu Hohenpolding
- Hof zu Isen
- Hof zu Langenpreising
- Hof zu Taufkirchen (Vils)
- Hof am Hammer zu Walpertskirchen
- Hofreit zu Isen
- Hofsingelding zu Wörth
- Hofstarring zu Steinkirchen
- Hofstätt zu Hohenpolding
- Hofstätt zu Inning a.Holz
- Hofstätt zu Taufkirchen (Vils)
- Höhenberg zu Dorfen
- Höhenberg zu Lengdorf
- Hohenpolding
- Hohmannsberg zu Sankt Wolfgang
- Hohmannstett zu Sankt Wolfgang
- Hölding zu Kirchberg
- Holnburg zu Lengdorf
- Holreis zu Taufkirchen (Vils)
- Holz zu Dorfen
- Holz zu Fraunberg
- Holz zu Lengdorf
- Holz zu Sankt Wolfgang
- Holz am Berg zu Sankt Wolfgang
- Holzen zu Lengdorf
- Holzen zu Sankt Wolfgang
- Holzhausen zu Neuching
- Holzhäusl zu Taufkirchen (Vils)
- Holzheu zu Taufkirchen (Vils)
- Holzlehen zu Taufkirchen (Vils)
- Holzmann zu Dorfen
- Holzmann zu Hohenpolding
- Holzmann zu Taufkirchen (Vils)
- Holzmann hinterm Holz zu Taufkirchen (Vils)
- Holzmichl zu Dorfen
- Holznachbarn zu Sankt Wolfgang
- Holzner zu Hohenpolding
- Holzstrogn zu Walpertskirchen
- Holzweg zu Sankt Wolfgang
- Homating zu Dorfen
- Hönning zu Lengdorf
- Hörgersberg zu Bockhorn
- Hörgersdorf zu Taufkirchen (Vils)
- Hörlkofen zu Wörth
- Höselsthal zu Isen
- Hub zu Forstern
- Hub zu Isen
- Hub zu Sankt Wolfgang
- Hub bei Grüntegernbach zu Dorfen
- Hub bei Schwindkirchen zu Dorfen
- Hub bei Watzling zu Dorfen
- Hubberg zu Bockhorn
- Hube zu Isen
- Hubenstein zu Taufkirchen (Vils)
- Hudlberg zu Taufkirchen (Vils)
- Hundshof zu Bockhorn
- Hundsmüthing zu Dorfen
- Hundsöd zu Lengdorf
- Hundsruck zu Sankt Wolfgang
- Hungerau zu Taufkirchen (Vils)
- Hungersberg zu Sankt Wolfgang
- Hut zu Hohenpolding
- Hütter zu Sankt Wolfgang

↑ Zurück zum Inhaltsverzeichnis

### I
- Indorf zu Erding
- Inholzen zu Kirchberg
- Innerbittlbach zu Lengdorf
- Inning a.Holz
- Irlach zu Kirchberg
- Irlmaier zu Sankt Wolfgang
- Irlwirth zu Sankt Wolfgang
- Isen
- Itzling zu Erding
- Itzling zu Kirchberg

↑ Zurück zum Inhaltsverzeichnis

### J
- Jaibing zu Dorfen
- Jakobrettenbach zu Dorfen
- Jeßling zu Sankt Wolfgang
- Jettenstetten zu Taufkirchen (Vils)
- Johannrettenbach zu Taufkirchen (Vils)

↑ Zurück zum Inhaltsverzeichnis

### K
- Kaidach zu Dorfen
- Kalkgrub zu Sankt Wolfgang
- Kalling zu Dorfen
- Kalmhub zu Taufkirchen (Vils)
- Kalmhuber zu Taufkirchen (Vils)
- Kaltenbach zu Buch a.Buchrain
- Kaltenbrunn zu Sankt Wolfgang
- Kalteneck zu Dorfen
- Kalternbach zu Dorfen
- Kammerlehen zu Taufkirchen (Vils)
- Kapfing zu Isen
- Kapfing zu Walpertskirchen
- Karbaum zu Hohenpolding
- Karlsdorf zu Forstern
- Katterloh zu Pastetten
- Kay zu Isen
- Kehr zu Erding
- Kemating zu Isen
- Kemoding zu Fraunberg
- Kempfing zu Moosinning
- Kiefing zu Erding
- Kiener zu Sankt Wolfgang
- Kienraching zu Steinkirchen
- Kienraching zu Taufkirchen (Vils)
- Kinzlbach zu Bockhorn
- Kipfing zu Forstern
- Kirchasch zu Bockhorn
- Kirchberg
- Kirchlern zu Taufkirchen (Vils)
- Kirchötting zu Wörth
- Kirchstätt zu Sankt Wolfgang
- Kirchstetten zu Dorfen
- Kirnham zu Dorfen
- Kistlmühle zu Sankt Wolfgang
- Kitzöd zu Isen
- Klachlhub zu Dorfen
- Klaus zu Sankt Wolfgang
- Kleinaign zu Hohenpolding
- Kleinhündlbach zu Fraunberg
- Kleinkatzbach zu Dorfen
- Kleinköchlham zu Taufkirchen (Vils)
- Kleinschaffhausen zu Taufkirchen (Vils)
- Kleinschwindau zu Sankt Wolfgang
- Kleinstadl zu Hohenpolding
- Kleinstockach zu Taufkirchen (Vils)
- Kleinstürzlham zu Fraunberg
- Kleinthalheim zu Fraunberg
- Kleinwimpasing zu Inning a.Holz
- Klesham zu Hohenpolding
- Klettham zu Erding
- Kloster Moosen zu Dorfen
- Knotzenberg zu Dorfen
- Köglreit zu Taufkirchen (Vils)
- Kögning zu Steinkirchen
- Köhl zu Bockhorn
- Kohlmühle zu Sankt Wolfgang
- Kohlwies zu Lengdorf
- Kolbing zu Walpertskirchen
- Kolbing zu Bockhorn
- Königswinkl zu Sankt Wolfgang
- Kopfsburg zu Lengdorf
- Kopfsöd zu Isen
- Kothholz zu Sankt Wolfgang
- Kothlehen zu Isen
- Kraham zu Dorfen
- Krähmühle zu Sankt Wolfgang
- Kreiling zu Forstern
- Kreut zu Bockhorn
- Kreuthäusl zu Bockhorn
- Krinning zu Lengdorf
- Kronberg zu Taufkirchen (Vils)
- Kronsöd zu Dorfen
- Kronsöd zu Taufkirchen (Vils)
- Krottenthal zu Dorfen
- Krottenthal zu Steinkirchen
- Krottenthal zu Taufkirchen (Vils)
- Krumbach zu Hohenpolding
- Kuglern zu Walpertskirchen
- Kuglmühle zu Isen
- Kuglstadt zu Isen
- Kühberg zu Lengdorf
- Kummereck zu Dorfen

↑ Zurück zum Inhaltsverzeichnis

### L
- Lacken zu Lengdorf
- Lain zu Taufkirchen (Vils)
- Landersdorf zu Dorfen
- Langengeisling zu Erding
- Langenpreising
- Langprenning zu Lengdorf
- Längthal zu Dorfen
- Lappach zu Dorfen
- Lappach zu Sankt Wolfgang
- Lausbach zu Neuching
- Laushub zu Taufkirchen (Vils)
- Lederstätt zu Taufkirchen (Vils)
- Lehen zu Sankt Wolfgang
- Lehen zu Taufkirchen (Vils)
- Lehenanger zu Kirchberg
- Lehner zu Sankt Wolfgang
- Leitmannstätt zu Sankt Wolfgang
- Lengdorf
- Lerchenhub zu Dorfen
- Lex zu Sankt Wolfgang
- Lichtenweg zu Isen
- Lieberharting zu Ottenhofen
- Liedling zu Lengdorf
- Linden zu Isen
- Lindgraß zu Steinkirchen
- Linding zu Lengdorf
- Lindum zu Dorfen
- Litzlbach zu Dorfen
- Loh zu Bockhorn
- Loh zu Dorfen
- Loh zu Sankt Wolfgang
- Lohe zu Isen
- Lohkirchen zu Fraunberg
- Loiperding zu Buch a.Buchrain
- Loiperstätt zu Dorfen
- Loiperstett zu Isen
- Loipfering zu Dorfen
- Loipfing zu Isen
- Loiting zu Hohenpolding
- Loodermoos zu Fraunberg
- Lupperg zu Wörth
- Lüß zu Neuching

↑ Zurück zum Inhaltsverzeichnis

### M
- Maierhof zu Hohenpolding
- Maierhof zu Taufkirchen (Vils)
- Maierklopfen zu Bockhorn
- Mainbach zu Dorfen
- Mairhof zu Lengdorf
- Mais zu Isen
- Maiselsberg zu Taufkirchen (Vils)
- Maiszagl zu Wörth
- Mammersreit zu Sankt Wolfgang
- Manhartsdorf zu Wartenberg
- Mannseich zu Dorfen
- Maria Thalheim zu Fraunberg
- Marxgrub zu Hohenpolding
- Matzbach zu Lengdorf
- Mauggen zu Bockhorn
- Mayerhof zu Sankt Wolfgang
- Mehlmühle zu Dorfen
- Mehnbach zu Lengdorf
- Mirdelsberg zu Dorfen
- Mithilgen zu Sankt Wolfgang
- Mittbach zu Isen
- Mitterbuch zu Buch a.Buchrain
- Mitterlern zu Berglern
- Mitteröd zu Lengdorf
- Mitterschiltern zu Dorfen
- Mögling zu Taufkirchen (Vils)
- Moos zu Dorfen
- Moos zu Isen
- Moos zu Taufkirchen (Vils)
- Moosen (Vils) zu Taufkirchen (Vils)
- Moosinning
- Moosknappen zu Taufkirchen (Vils)
- Moosstetten zu Pastetten
- Mösl zu Dorfen
- Mühlberg zu Sankt Wolfgang
- Mühlberg zu Taufkirchen (Vils)
- Mühlhof zu Taufkirchen (Vils)
- München-Flughafen zu Oberding
- Myrth zu Langenpreising

↑ Zurück zum Inhaltsverzeichnis

### N
- Nelharting zu Dorfen
- Neudeck zu Dorfen
- Neufahrn zu Walpertskirchen
- Neufinsing zu Finsing
- Neuharting zu Dorfen
- Neuharting zu Forstern
- Neuhausen zu Erding
- Neuhub zu Taufkirchen (Vils)
- Neukirchen zu Bockhorn
- Neulehen zu Kirchberg
- Neumauggen zu Bockhorn
- Neuwies zu Sankt Wolfgang
- Nicking zu Dorfen
- Nicklhub zu Dorfen
- Niederding zu Oberding
- Niedergeislbach zu Lengdorf
- Niederham zu Dorfen
- Niederhof zu Walpertskirchen
- Niederhöning zu Dorfen
- Niederlern zu Berglern
- Niederneuching zu Neuching
- Niederöd zu Isen
- Niederstraubing zu Steinkirchen
- Niederwörth zu Wörth
- Nodering zu Lengdorf
- Nödlreuth zu Steinkirchen
- Norlaching zu Dorfen
- Notzing zu Oberding
- Notzing zu Sankt Wolfgang
- Notzingermoos zu Oberding
- Numberg zu Taufkirchen (Vils)
- Nußrain zu Lengdorf

↑ Zurück zum Inhaltsverzeichnis

### O
- Oberbierbach zu Fraunberg
- Oberbuch zu Buch a.Buchrain
- Oberding
- Oberdingermoos zu Oberding
- Oberdorfen zu Dorfen
- Obergebensbach zu Dorfen
- Obergeislbach zu Lengdorf
- Obergern zu Dorfen
- Oberhausmehring zu Dorfen
- Oberhof zu Walpertskirchen
- Oberhofkirchen zu Taufkirchen (Vils)
- Oberkorb zu Dorfen
- Oberlohe zu Dorfen
- Obermailling zu Bockhorn
- Oberndorf zu Buch a.Buchrain
- Oberneuching zu Neuching
- Oberneuchingermoos zu Neuching
- Obernumberg zu Lengdorf
- Oberöd zu Lengdorf
- Oberriesbach zu Taufkirchen (Vils)
- Oberschiltern zu Dorfen
- Oberschwillach zu Pastetten
- Oberseebach zu Dorfen
- Oberstaudham zu Forstern
- Oberstollnkirchen zu Dorfen
- Oberstraubing zu Steinkirchen
- Oberstrogn zu Bockhorn
- Oberthalham zu Sankt Wolfgang
- Oberwambach zu Taufkirchen (Vils)
- Oberzeil zu Dorfen
- Öd zu Dorfen
- Öd zu Isen
- Öd am Holz zu Taufkirchen (Vils)
- Ödenbach zu Buch a.Buchrain
- Oed zu Sankt Wolfgang
- Oed zu Steinkirchen
- Operding zu Walpertskirchen
- Oppolding zu Bockhorn
- Orlfing zu Dorfen
- Osen zu Taufkirchen (Vils)
- Osendorf zu Dorfen
- Osterloh zu Dorfen
- Oswaldberg zu Dorfen
- Ottenhofen
- Ottering zu Inning a.Holz
- Ötz zu Pastetten

↑ Zurück zum Inhaltsverzeichnis

### P
- Papferding zu Bockhorn
- Parschalling zu Dorfen
- Parschenberg zu Dorfen
- Pastetten
- Pausenberg zu Dorfen
- Pemberg zu Dorfen
- Pemmering zu Isen
- Penk zu Hohenpolding
- Penning zu Hohenpolding
- Penzing zu Lengdorf
- Permering zu Taufkirchen (Vils)
- Perzau zu Kirchberg
- Pesenlern zu Wartenberg
- Pfaffing zu Steinkirchen
- Pfaffing zu Taufkirchen (Vils)
- Pfaffing bei Algasing zu Dorfen
- Pfaffing bei Watzling zu Dorfen
- Pfauhub zu Hohenpolding
- Pillkofen zu Fraunberg
- Pilstl zu Hohenpolding
- Pirka zu Steinkirchen
- Pitz zu Buch a.Buchrain
- Poigenberg zu Pastetten
- Polding zu Dorfen
- Pöllsmoos zu Dorfen
- Polzham zu Taufkirchen (Vils)
- Polzing zu Bockhorn
- Pottenau zu Langenpreising
- Preisendorf zu Forstern
- Prenning zu Dorfen
- Pretzen zu Erding
- Puch zu Dorfen
- Pullach zu Forstern
- Pumpernudel zu Sankt Wolfgang
- Pürstling zu Dorfen
- Pürstling zu Sankt Wolfgang
- Pürstling am Parstling zu Sankt Wolfgang
- Pyramoos zu Sankt Wolfgang

↑ Zurück zum Inhaltsverzeichnis

### Q
- Quick zu Hohenpolding

↑ Zurück zum Inhaltsverzeichnis

### R
- Rabeneck zu Isen
- Rabeneck zu Sankt Wolfgang
- Radlding zu Walpertskirchen
- Ramperting zu Hohenpolding
- Ranischberg zu Isen
- Rappoltskirchen zu Fraunberg
- Ratzing zu Taufkirchen (Vils)
- Rechlfing zu Hohenpolding
- Reckenbach zu Taufkirchen (Vils)
- Reichenkirchen zu Fraunberg
- Reichennehaid zu Taufkirchen (Vils)
- Reichvils zu Taufkirchen (Vils)
- Reimering zu Inning a.Holz
- Reinting zu Hohenpolding
- Reisach zu Bockhorn
- Reisen zu Eitting
- Reisern zu Sankt Wolfgang
- Reit zu Hohenpolding
- Reit zu Isen
- Reit zu Sankt Wolfgang
- Reitermann zu Sankt Wolfgang
- Reitgarten zu Hohenpolding
- Reithal zu Lengdorf
- Reithofen zu Pastetten
- Reschenberg zu Sankt Wolfgang
- Resenöd zu Hohenpolding
- Riding zu Fraunberg
- Riedersheim zu Bockhorn
- Riemading zu Steinkirchen
- Riexing zu Moosinning
- Riffenthal zu Inning a.Holz
- Rindbach zu Sankt Wolfgang
- Ringelsdorf zu Walpertskirchen
- Rinning zu Dorfen
- Rogglfing zu Dorfen
- Rosenau zu Langenpreising
- Rosenberg zu Isen
- Rosenöd zu Dorfen
- Roßmais zu Taufkirchen (Vils)
- Rottberg zu Taufkirchen (Vils)
- Rottmann zu Wörth
- Rudorfer zu Sankt Wolfgang
- Rumberg zu Dorfen
- Rutzmoos zu Dorfen

↑ Zurück zum Inhaltsverzeichnis

### S
- Sägmühle zu Sankt Wolfgang
- Salmannskirchen zu Bockhorn
- Sandberg zu Fraunberg
- Sankt Colomann zu Dorfen
- Sankt Kolomann zu Wörth
- Sankt Paul zu Erding
- Sankt Wolfgang
- Saxenberg zu Sankt Wolfgang
- Schabel am Moos zu Taufkirchen (Vils)
- Schachen zu Sankt Wolfgang
- Schachner zu Sankt Wolfgang
- Schachten zu Hohenpolding
- Schachtenseeon zu Lengdorf
- Schachtmühle zu Langenpreising
- Schachtner zu Hohenpolding
- Schaftlding zu Lengdorf
- Schedenberg zu Sankt Wolfgang
- Scheideck zu Dorfen
- Scheideck zu Isen
- Scheideck zu Langenpreising
- Schelchenvils zu Kirchberg
- Schergenhub zu Dorfen
- Schirmading zu Dorfen
- Schlairdorf zu Lengdorf
- Schleibing zu Kirchberg
- Schloifer zu Sankt Wolfgang
- Schloßöd zu Sankt Wolfgang
- Schmalhub zu Dorfen
- Schmidberg zu Sankt Wolfgang
- Schmiedham zu Dorfen
- Schnabelmoos zu Moosinning
- Schnappberg zu Taufkirchen (Vils)
- Schnaupping zu Isen
- Schnaupping zu Taufkirchen (Vils)
- Schnircklaich zu Taufkirchen (Vils)
- Schnurren zu Sankt Wolfgang
- Schollbach zu Erding
- Schönau zu Taufkirchen (Vils)
- Schönbrunn zu Sankt Wolfgang
- Schönfleck zu Sankt Wolfgang
- Schrafstetten zu Taufkirchen (Vils)
- Schrallham zu Dorfen
- Schröding zu Kirchberg
- Schröding zu Lengdorf
- Schrott zu Isen
- Schwabelsöd zu Bockhorn
- Schwabersberg zu Walpertskirchen
- Schwaig zu Oberding
- Schwaigermoos zu Oberding
- Schwarzenberg zu Hohenpolding
- Schwarzhölzl zu Bockhorn
- Schweinhub zu Taufkirchen (Vils)
- Schwindkirchen zu Dorfen
- Seebäck zu Sankt Wolfgang
- Seemühle zu Dorfen
- Seeon zu Lengdorf
- Seidl zu Langenpreising
- Seilstorf zu Taufkirchen (Vils)
- Seisenberg zu Taufkirchen (Vils)
- Semmelhub zu Sankt Wolfgang
- Siebmühle zu Taufkirchen (Vils)
- Siggenberg zu Forstern
- Siggenhofen zu Ottenhofen
- Siglfing zu Erding
- Sillading zu Steinkirchen
- Singer zu Sankt Wolfgang
- Singlding zu Erding
- Singlding zu Fraunberg
- Sinnering zu Kirchberg
- Sinsöd zu Buch a.Buchrain
- Sinsöd zu Dorfen
- Sinzing zu Hohenpolding
- Söcking zu Isen
- Solching zu Taufkirchen (Vils)
- Sollach zu Isen
- Sollach zu Lengdorf
- Sollach zu Sankt Wolfgang
- Solling zu Dorfen
- Sollnberg zu Moosinning
- Sonnendorf zu Inning a.Holz
- Sonnendorf zu Wörth
- Spirkersberg zu Sankt Wolfgang
- Sprinzenöd zu Dorfen
- Stadl zu Taufkirchen (Vils)
- Stadler zu Sankt Wolfgang
- Staffing zu Dorfen
- Stammham zu Moosinning
- Stangl zu Sankt Wolfgang
- Starzell zu Hohenpolding
- Statt zu Dorfen
- Staudhausen zu Taufkirchen (Vils)
- Staudigl zu Isen
- Steckenbühl zu Hohenpolding
- Steidelstetten zu Isen
- Steiler zu Ottenhofen
- Steinbach zu Sankt Wolfgang
- Steinberg zu Dorfen
- Steingassen zu Isen
- Steingrub zu Langenpreising
- Steinkirchen
- Steinla zu Isen
- Steinsberg zu Isen
- Steinspoint zu Isen
- Stetten zu Dorfen
- Stetten zu Isen
- Stiglgrub zu Taufkirchen (Vils)
- Stocka zu Isen
- Stockach zu Kirchberg
- Stocker zu Ottenhofen
- Stockham zu Sankt Wolfgang
- Straß zu Dorfen
- Straß zu Erding
- Straß zu Isen
- Straß zu Taufkirchen (Vils)
- Straßberg zu Sankt Wolfgang
- Straßham zu Forstern
- Streichermühle zu Sankt Wolfgang
- Strell zu Sankt Wolfgang
- Strich zu Isen
- Sulding zu Hohenpolding

↑ Zurück zum Inhaltsverzeichnis

### T
- Tading zu Forstern
- Taggrub zu Dorfen
- Taing zu Pastetten
- Tankham zu Bockhorn
- Tannenhof zu Buch a.Buchrain
- Tappberg zu Dorfen
- Taubenthal zu Dorfen
- Taufkirchen (Vils)
- Tegernbach zu Dorfen
- Tegernbach zu Taufkirchen (Vils)
- Teufelsöd zu Hohenpolding
- Teufstetten zu Wörth
- Thal zu Bockhorn
- Thal zu Kirchberg
- Thal zu Sankt Wolfgang
- Thal bei Grünbach zu Dorfen
- Thal bei Nehaid zu Dorfen
- Thal bei Schiltern zu Dorfen
- Thalham zu Sankt Wolfgang
- Thann zu Lengdorf
- Thenn zu Wartenberg
- Thonbach zu Isen
- Tiefenbach zu Dorfen
- Tittenkofen zu Fraunberg

↑ Zurück zum Inhaltsverzeichnis

### U
- Überkam zu Taufkirchen (Vils)
- Übermiething zu Bockhorn
- Ulrich zu Sankt Wolfgang
- Umkehr zu Hohenpolding
- Unterbierbach zu Fraunberg
- Untergebensbach zu Dorfen
- Untergern zu Dorfen
- Unterhausmehring zu Dorfen
- Unterhofkirchen zu Taufkirchen (Vils)
- Unterkorb zu Dorfen
- Untermailling zu Bockhorn
- Unternumberg zu Lengdorf
- Unterreith zu Dorfen
- Unterriesbach zu Taufkirchen (Vils)
- Unterschiltern zu Dorfen
- Unterschwillach zu Ottenhofen
- Unterseebach zu Dorfen
- Unterstaudham zu Forstern
- Unterstollnkirchen zu Dorfen
- Unterstrogn zu Bockhorn
- Unterthalham zu Sankt Wolfgang
- Unterzeil zu Dorfen
- Urtl zu Fraunberg
- Urtl zu Walpertskirchen
- Urtlfing zu Dorfen
- Urtlmühle zu Isen
- Uttenberg zu Taufkirchen (Vils)

↑ Zurück zum Inhaltsverzeichnis

### V
- Valtlstraß zu Taufkirchen (Vils)
- Vieth zu Taufkirchen (Vils)
- Vilsöd zu Dorfen
- Vocking zu Dorfen
- Voggenöd zu Erding
- Voglstädt zu Hohenpolding
- Voglwohl zu Isen
- Voldering zu Dorfen
- Vorderbaumberg zu Fraunberg
- Vorderes Finsingermoos zu Finsing
- Vorderholzhausen zu Langenpreising
- Vötting zu Taufkirchen (Vils)

↑ Zurück zum Inhaltsverzeichnis

### W
- Waidach zu Lengdorf
- Walpertskirchen
- Waltersberg zu Hohenpolding
- Wambach zu Taufkirchen (Vils)
- Wampeltsham zu Dorfen
- Wanding zu Taufkirchen (Vils)
- Wartenberg
- Wasentegernbach zu Dorfen
- Wastlöd zu Hohenpolding
- Wattendorf zu Walpertskirchen
- Watzling zu Dorfen
- Waxenberg zu Taufkirchen (Vils)
- Waxeneck zu Dorfen
- Weckerling zu Dorfen
- Weg zu Dorfen
- Weg zu Lengdorf
- Weg zu Taufkirchen (Vils)
- Wegmaier zu Dorfen
- Wehrbach zu Langenpreising
- Weiding zu Sankt Wolfgang
- Weidmühle zu Dorfen
- Weiher zu Isen
- Weinberg zu Taufkirchen (Vils)
- Weinhackl zu Lengdorf
- Weinhub zu Sankt Wolfgang
- Weinthal zu Sankt Wolfgang
- Weipersdorf zu Langenpreising
- Weizenbach zu Sankt Wolfgang
- Wenshof zu Lengdorf
- Werndlfing zu Erding
- Wernhardsberg zu Sankt Wolfgang
- Westach zu Isen
- Westholz zu Dorfen
- Wetting zu Forstern
- Wetzling zu Taufkirchen (Vils)
- Wicheling zu Taufkirchen (Vils)
- Wies zu Sankt Wolfgang
- Wies zu Taufkirchen (Vils)
- Wies bei Grüntegernbach zu Dorfen
- Wies bei Schiltern zu Dorfen
- Wiesthof zu Bockhorn
- Wifling zu Wörth
- Wildenmoos zu Isen
- Wildenthal zu Dorfen
- Willmating zu Isen
- Wilnham zu Dorfen
- Wimm zu Dorfen
- Wimm zu Hohenpolding
- Wimmberg zu Hohenpolding
- Wimpasing zu Lengdorf
- Wimpasing zu Ottenhofen
- Windham zu Bockhorn
- Windshub zu Walpertskirchen
- Winkl zu Dorfen
- Winkl zu Taufkirchen (Vils)
- Wohlmannstätt zu Sankt Wolfgang
- Wohlsag zu Dorfen
- Wöhrmühle zu Dorfen
- Wolfeck zu Dorfen
- Wolfswinkel zu Wörth
- Wölling zu Dorfen
- Wörth

↑ Zurück zum Inhaltsverzeichnis

### Z
- Zeil zu Hohenpolding
- Zeil zu Taufkirchen (Vils)
- Zeilding zu Taufkirchen (Vils)
- Zeilern zu Pastetten
- Zeilhofen zu Dorfen
- Zeilhub zu Sankt Wolfgang
- Zellershub zu Isen
- Zengermoos zu Moosinning
- Zettl zu Dorfen
- Ziegelberg zu Kirchberg
- Ziegelstatt zu Erding
- Zieglhaus zu Dorfen
- Zieglhäusl zu Sankt Wolfgang
- Zieglhub zu Dorfen
- Zieglhub zu Taufkirchen (Vils)
- Zieglstadl zu Isen
- Zulehen zu Sankt Wolfgang
- Zustorf zu Langenpreising
- Zwickl zu Sankt Wolfgang

↑ Zurück zum Inhaltsverzeichnis